# Comuna Horîn, Malîn
Horîn (în ucraineană Горинь) este o comună în raionul Malîn, regiunea Jîtomîr, Ucraina, formată din satele Berezîne, Horîn (reședința), Huta-Lohanivska, Ielivka, Obodivka, Sosnivka și Viunîșce.

## Demografie
Componența lingvistică a comunei Horîn
     Ucraineană (96,9%)
     Rusă (2,79%)
     Alte limbi (0,31%)
Conform recensământului din 2001, majoritatea populației comunei Horîn era vorbitoare de ucraineană (96,9%), existând în minoritate și vorbitori de rusă (2,79%).